# Puig de Castell Isard
El Puig de Castell Isard és una muntanya de 2.627 m d'altitud situada al Massís del Carlit, en el terme comunal d'Angostrina i Vilanova de les Escaldes, a la comarca de l'Alta Cerdanya, de la Catalunya del Nord.
Està situat a la zona septentrional del terme comunal d'Angostrina i Vilanova de les Escaldes, a la Serra dels Forats de Lanós, a prop al sud-est de l'Estany de Lanós i al vessant nord-occidental del Carlit. Al nord, hi ha el Puig de la Grava i el Pic d'Estany Faurí, darrere del coll de la Grava hi han les Piques Roges, el Puig de la Portella Gran i el Puig Peric, amb el Carlit a davant. Al sud, destaquen la Serra de les Xemeneies, Cadí, Puigpedrós, roc Colom i Pedraforca.
És destí freqüent de moltes de les rutes d'excusionisme del nord del Massís del Carlit i de l'Estany de Lanós.